# Станко, Тьяша
Тьяша Станко (словен. Tjaša Stanko; род. 5 ноября 1997, Марибор) — словенская гандболистка, левый защитник клуба «Крим» (с 2021 года) и сборной Словении. Бронзовый призёр Средиземноморских игр 2022 года. Шестикратная чемпионка Словении (2015, 2018, 2019, 2022, 2023, 2024), четырёхкратная обладательница Кубка Словении (2018, 2019, 2022, 2023). Участница летних Олимпийских игр 2024 года.

## Биография

### В клубе
Станко начала заниматься гандболом в младшем школьном возрасте в своем родном городе. Параллельно занималась лёгкой атлетикой. В метании копья, а также в метании диска она выигрывала титул чемпиона страны среди молодежи. Кроме того, Станко участвовала в летних Юношеских Олимпийских играх 2014 года в Нанкине, где в финале в метании копья заняла девятое место. Несмотря на успехи в атлетике, Тьяша приняла решение активно развивать в себе навыки гандболистки. 
После выступления за женскую команду "Марибор Браник", Станко присоединилась к клубу первого дивизиона "Загорье" в 2015 году. В свой первый сезон она выиграла чемпионат Словении. Летом 2017 года защитница перешла в команду "Крим", с которой выиграла чемпионат и Кубок Словении в 2018 и 2019 годах. 
В сезоне 2019-20 годов она подписала контракт с хорватским клубом первого дивизиона "Подравка Копривница". Через год перешла во французский клуб первого дивизиона "Мец". Летом 2021 года вернулась в "Крим". Вместе с этим клубом выиграла чемпионат Словении в 2022, 2023 и 2024 годах, а также Кубок Словении в 2022 и 2023 годах.

### Карьера в сборной
Тяша Станко привлекалась к играм за различные юношеские сборные Словении.
С 2015 года входила в состав первой сборной Словении. Вместе со Словенией участвовала в чемпионате Европы 2016 года, чемпионате мира 2017 года, Средиземноморских играх 2018 года, чемпионате мира 2019 года, чемпионате Европы 2020 года, чемпионате Европы 2022 года, чемпионате мира 2023 года и летних Олимпийских играх 2024 года. Выиграла бронзовую медаль на Средиземноморских играх 2018 года.